# Welcome to My Nightmare
Welcome to My Nightmare ist ein Konzeptalbum und zugleich das erste Soloalbum des amerikanischen Musikers Alice Cooper aus dem Jahr 1975. Sowohl das Album wie auch die als Single erschienenen Lieder Only Women Bleed, Department of Youth und der Titelsong konnten sich erfolgreich in den amerikanischen Billboard Charts platzieren.
Das Cover-Artwork stammt von Drew Struzan für Pacific Eye & Ear und wurde 1991 von dem Magazin Rolling Stone in die Liste der „Top 100 Album Covers Of All Time“ aufgenommen.

## Hintergrund

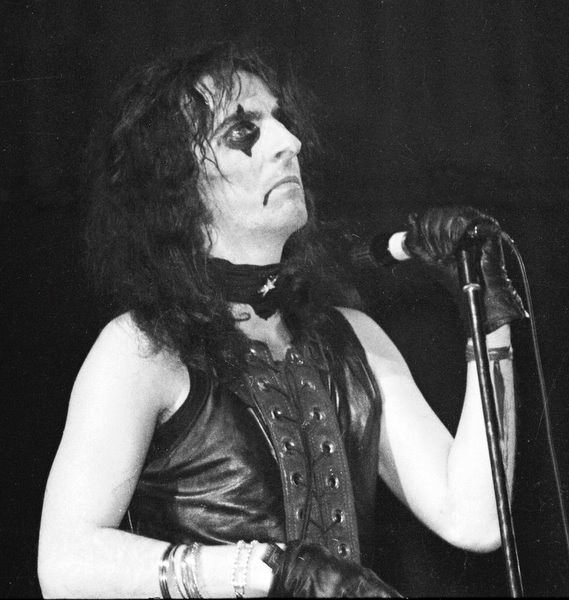
Alice Cooper im Jahr 1972

Welcome to My Nightmare war das erste Soloalbum nach der Auflösung der Band Alice Cooper. Mit den Vorgängeralben war die Band als Rockband sehr erfolgreich, entsprechend stellten sich Kritiker die Frage, ob Alice Cooper auch Solo an diesen Erfolg anknüpfen kann. Dave Marsh vom Rolling Stone stellte entsprechend in seinem Review die Frage „was it him or them?“ („war er es oder sie?“). Für die Produktion des Albums setzte Alice Cooper jedoch erneut auf Bob Ezrin, der bereits die Alben der Band produziert hatte.
Das Konzeptalbum Welcome to My Nightmare beschreibt musikalisch die Albträume des Protagonisten Steven. Der Titelsong Welcome to my Nightmare empfängt den Hörer und bildet so eine Einleitung für den Hörer des Konzeptalbums, er ist zugleich eine Parodie auf das 1968 erschienene Kinderbuch There's a Nightmare in My Closet von Mercer Mayer. Der vor allem für Horrorfilme bekannte Filmschauspieler Vincent Price sprach den Eingangsmonolog für den Song The Black Widow.

## Titelliste
Das Originalalbum Welcome to My Nightmare enthielt 11 Titel:
1. Welcome to My Nightmare (Alice Cooper, Dick Wagner) – 5:19
2. Devil's Food (Cooper, Bob Ezrin, Kelley Jay) – 3:38
3. The Black Widow (Cooper, Wagner, Ezrin) – 3:37
4. Some Folks (Cooper, Ezrin, Alan Gordon) – 4:19
5. Only Women Bleed (Cooper, Wagner) – 5:49
6. Department of Youth (Cooper, Wagner, Ezrin) – 3:18
7. Cold Ethyl (Cooper, Ezrin) – 2:51
8. Years Ago (Cooper, Wagner) – 2:51
9. Steven (Cooper, Ezrin) – 5:52
10. The Awakening (Cooper, Wagner, Ezrin) – 2:25
11. Escape (Cooper, Mark Anthony, Kim Fowley) – 3:20

Auf der 2002 erschienenen CD-Neufassung wurden drei zusätzliche Songs als Bonustracks hinzugefügt:
1. Devils' Food (Alternate Version) – 5:13
2. Cold Ethyl (Alternate Version) – 2:56
3. The Awakening (Alternate Version) – 4:20

## Kritiken und Rezeption
Welcome to My Nightmare wurde von verschiedenen Kritikern besprochen und als erstes Soloalbum Coopers in der Regel direkt mit den Vorgängeralben, vor allem den Hitalben School’s Out und Billion Dollar Babies verglichen. So schrieb Allmusic.com beispielsweise, dass, obwohl das Meiste der scharfen Kanten von Alice Coopers Band mit der Auflösung und dem Album verloren ging, Welcome to My Nightmare doch das beste Soloalbum von Alice Cooper bleibt („While the music lost most of the gritty edge of the original AC lineup, Welcome to My Nightmare remains Alice's best solo effort“). Nach ihrer Ansicht verlieren sich einige Stücke weit abseits des erwarteten Hard Rock, zugleich bleibt jedoch genug echter Rock übrig („while some tracks stray from his expected hard rock direction, there's plenty of fist-pumping rock to go around“). Vor allem der Titelsong Welcome to My Nightmare wird als disco-beeinflusst, Some folks als kabarettistisch angehaucht und Only Women Bleed als Top-10-Ballade beschrieben („The disco-flavored, album-opening title track would be reworked on the stage as more of a hard rock tune, while "Some Folks" dips into cabaret territory, and "Only Women Bleed" is a sensitive ballad that became a Top Ten hit.“), zugleich weist Allmusic jedoch auch auf Devil's Food, The Black Widow, Department of Youth, Cold Ethyl und auch das epische Steven als echte Hard-Rock-Titel hin („But the rockers serve as the album's foundation -- "Devil's Food," "The Black Widow," "Department of Youth," and "Cold Ethyl" are all standouts, as is the more tranquil yet eerie epic "Steven."“).
Dave Marsh vom Rolling Stone bescheinigte Alice Cooper 1975 zwar eine bewundernswerte Musik, die durchdachter und komplexer ist als etwa der grundlegende Rock bei School’s Out und I'm eighteen, zugleich fehlt jedoch die Wildheit und der Antrieb der Cooper-Band, ohne die die Gimmicks von Alice Cooper flach und offensichtlich seien („The music is admirably performed, and it is more deliberate and complicated than the basic rock of "School's Out" and "I'm Eighteen." But without the wildness and drive of the sound the Cooper troupe had, the gimmicks on which Alice the performer must rely are flat and obvious.“). Welcome to My Nightmare klingt nach seiner Ansicht, als sei sie von Leuten zusammengestellt worden, die sich kaum kannten und nur für den Anlass zusammengebracht wurden („sounds like a record put together by people who don't know each other very well and were brought together for an occasion.“) Insgesamt habe sich die Qualität zwar erhöht, vor allem durch die Gitarristen Steve Hunter und Dick Wagner, die Inspiration fehle jedoch vollkommen.

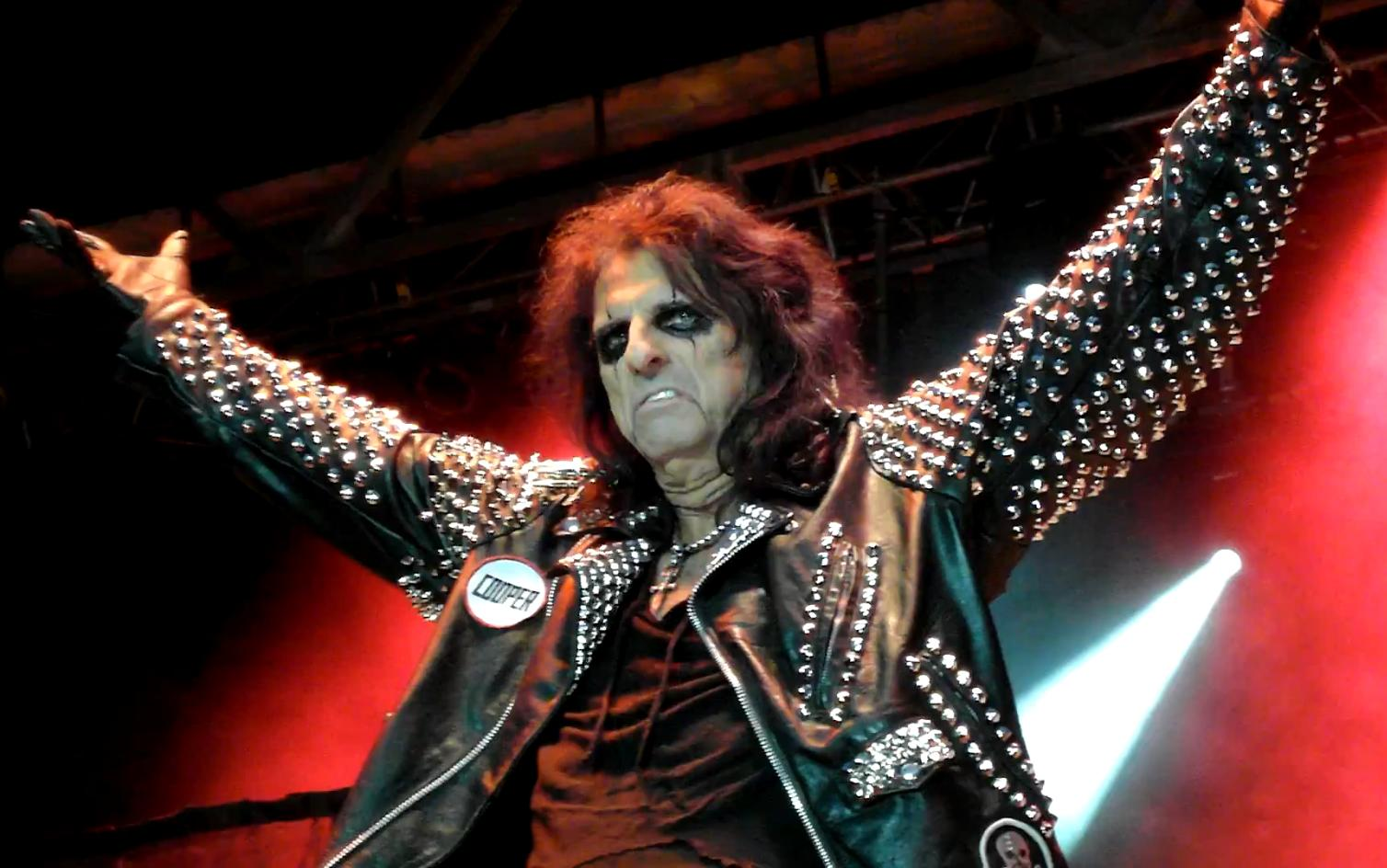
Alice Cooper im Juni 2011

Die Betreiber von dreadcentral.com bezeichnen Welcome to My Nightmare als die wahrscheinlich beste jemals aufgenommene "Horror opera" („Welcome to My Nightmare album may just well be the greatest piece of horror opera ever recorded“).
Inspiriert durch Welcome to My Nightmare wurde das Alice Cooper: The Nightmare-TV-special sowie die weltweite Tournee 1975 und der 1976 erschienene Konzertfilm mit dem gleichen Titel. Im September 2011 erschien mit Welcome 2 My Nightmare das 26. Album von Alice Cooper.

## Belege
1. ↑  Rolling Stone's 100 Greatest Album Covers, Liste aus der Ausgabe vom 14. November 1991.
2. 1 2 3  Dave Marsh: Alice Cooper, Welcome To My Nightmare Rolling Stone Reviews, 24. April 1975.
3. 1 2 3  Welcome to My Nightmare bei AllMusic (englisch)
4. ↑  Charts UK Charts US
5. ↑  Alice Cooper to Give Broadway Nightmares? dreadcentral.com, 22. Februar 2010.